# Muusoctopus
Genre
Muusoctopus est un genre cosmopolite qui regroupe des espèces de poulpes d'eau profonde de la famille des Enteroctopodidae.

## Systématique
Le genre Muusoctopus a été créé en 2004 par le zoologiste Ian G. Gleadall (d) avec pour espèce type Octopus januarii Hoyle, 1885, rebaptisée Muusoctopus januarii (Hoyle, 1885).

## Description
Ces poulpes sont de taille petite à moyenne et n'ont pas de sac à encre

## Génétique, phylogénie
Selon des travaux récents, des indices suggèrent que ces poulpes seraient originaires de l'Atlantique nord puis auraient colonisé le Pacifique nord, tandis que les populations actuellement trouvées dans l'hémisphère sud proviendraient de colonisations successives à partir des océans de l'hémisphère nord.

## Liste d'espèces
Liste non-exhaustive, les grands fonds étant encore méconnus, d'autres sont peut-être encore à découvrir.
Selon World Register of Marine Species (12 novembre 2021) :
- Muusoctopus abruptus (Sasaki, 1920)
- Muusoctopus berryi (Robson, 1924)
- Muusoctopus bizikovi Gleadall, Guerrero-Kommritz, Hochberg & Laptikhovsky, 2010
- Muusoctopus canthylus (Voss & Pearcy, 1990)
- Muusoctopus clyderoperi (O'Shea, 1999)
- Muusoctopus eicomar (Vega, 2009)
- Muusoctopus eureka (Robson, 1929)
- Muusoctopus fuscus (Taki, 1964)
- Muusoctopus hokkaidensis (Berry, 1921)
- Muusoctopus januarii (Hoyle, 1885)
- Muusoctopus johnsonianus (Allcock, Strugnell, Ruggiero & Collins, 2006)
- Muusoctopus karubar (Norman, Hochberg & Lu, 1997)
- Muusoctopus leioderma (Berry, 1911)
- Muusoctopus levis (Hoyle, 1885)
- Muusoctopus longibrachus (Ibáñez, Sepúlveda & Chong, 2006)
- Muusoctopus oregonae (Toll, 1981)
- Muusoctopus oregonensis (Voss & Pearcy, 1990)
- Muusoctopus profundorum (Robson, 1932)
- Muusoctopus pseudonymus (Grimpe, 1922)
- Muusoctopus rigbyae (Vecchione, Allcock, Piatkowski & Strugnell, 2009)
- Muusoctopus robustus (Voss & Pearcy, 1990)
- Muusoctopus sibiricus (Loyning, 1930)
- Muusoctopus tangaroa (O'Shea, 1999)
- Muusoctopus tegginmathae (O'Shea, 1999)
- Muusoctopus thielei (Robson, 1932)
- Muusoctopus violescens (Taki, 1964)
- Muusoctopus yaquinae (Voss & Pearcy, 1990)

## Étymologie
Le nom générique, Muusoctopus, a été donné en l'honneur de Bent Muus, auteur à l'origine d'une révision du genre Bathypolypus.

## Publication originale
- (en) Ian G. Gleadall, « Some Old and New Genera of Octopus », Interdisciplinary information sciences, Université du Tōhoku, vol. 10, no 2,‎ 2004, p. 99-112 (ISSN 1340-9050 et 1347-6157, DOI 10.4036/IIS.2004.99, lire en ligne).